# عبد الفتاح بشير فلاتة
عبد الفتاح بشير عثمان فلاتة (ولد في 1 يناير 1995 في السعودية) لاعب كرة قدم نيجيري سعودي بحريني يجيد اللعب في مركز المهاجم وبدرجة أقل الجناح الأيمن والأيسر. يلعب حاليا لصالح الحد البحريني منذ 2022.

## المسيرة الرياضية

### الأندية
في 1 أغسطس 2018 انضم فلاتة إلى الجبلين السعودي في صفقة انتقال حر. في موسمه الوحيد 2018-2019 وفي بطولة دوري الدرجة الأولى ساهم في احتلال فريقه المركز الخامس عشر برصيد 48 نقطة من 38 مباراة بفارق نقطة واحدة عن منطقة الهبوط. وفي بطولة كأس خادم الحرمين الشيريفين خرج فريقه من الجولة الأولى عندما خسر في الدور64 من أبها 0-4.
في 1 يوليو 2019 انتقل فلاتة من الجبلين إلى الأهلي البحريني في صفقة انتقال حر. في موسمه الوحيد 2019-2020 وفي بطولة دوري الدرجة الممتازة ساهم في حصد فريقه 7 نقاط من 6 مباريات. وفي بطولة كأس ملك البحرين خرج فريقه من الجولة الأولى عندما خسر في الدور الثمن النهائي من الرفاع 0-4 في مجموع المباراتين. وفي بطولة كأس الاتحاد البحريني فشل فريقه في التأهل إلى الدور النصف النهائي عندما احتل المركز الثالث في المجموعة الثالثة برصيد 6 نقاط من 4 مباريات بفارق 4 نقاط عن المتصدر المحرق. في 27 يناير 2020 تم فسخ العقد بين الطرفين بعدما فشل في كسب ثقة المدرب عيسى السعدون.
في 1 نوفمبر 2020 انتقل فلاتة من الأهلي إلى الحالة البحريني في صفقة انتقال حر. في موسمه الأول 2020-2021 وفي بطولة دوري الدرجة الثانية ساهم في تتويج فريقه بالبطولة بعدما تصدر الترتيب برصيد 41 نقطة من 18 مباراة ليحقق فلاتة أولى بطولاته الشخصية. وفي بطولة كأس ملك البحرين ساهم في وصول فريقه إلى الدور الربع النهائي عندما خسر من الرفاع الشرقي 1-2. وفي بطولة كأس الاتحاد البحريني فشل فريقه في التأهل إلى الدور النصف النهائي عندما احتل المركز الرابع في المجموعة الثانية برصيد 3 نقاط من 4 مباريات بفارق 7 نقاط عن المتصدر المنامة.
في موسمه الثاني والأخير 2021-2022 وفي بطولة دوري الدرجة الممتازة ساهم في احتلال فريقه المركز الخامس برصيد 25 نقطة من 18 مباراة بفارق 8 نقاط عن منطقة الهبوط. وفي بطولة كأس ملك البحرين خرج فريقه من الجولة الأولى عندما خسر في الدور الثمن النهائي من الرفاع 1-2. وفي بطولة كأس الاتحاد البحريني فشل فريقه في التأهل إلى الدور النصف النهائي.
في 1 يوليو 2022 انتقل فلاتة من الحالة إلى الحد البحريني في صفقة انتقال حر.

## الإنجازات
- الحالة
  - دوري الدرجة الثانية (1): 2020-2021